# ロックマンエグゼ ファントム オブ ネットワーク
『ロックマンエグゼ ファントム オブ ネットワーク』は2004年11月24日にiアプリで配信されたデータアクションRPGである。
本編のデータを引き継いで対戦のみを楽しめる『ロックマンエグゼ ファントム オブ ネットワーク バトラーズタワー』も存在する。

## ストーリー
西暦200X年。科学技術が高度に発達し、あらゆる電子機器がネットワークで制御される時代…。便利さが増す一方で、ネット犯罪は増加の一途を辿っていた。そんな中、人々はネットナビプログラムを操り、ウイルスや悪意あるプログラムに立ち向かうのだった。秋原町の小学生、光 熱斗もそんなネットバトラーの一人。相棒のロックマンとともに、数々の事件を解決してきた経験を持っている。そんな二人の元に、新たなる脅威が忍び寄る。過去からよみがえる、悪意の正体とは…！

## オリジナルキャラクター
鳥星 修一（えぼし しゅういち）
父親の都合で熱斗の学校に引っ越してきた少年。いつも多忙で構ってくれない父親に不満と寂しさを抱いている。
ハットマン
修一のナビ。奇術をモチーフにした攻撃が得意。
Mr.ハット
修一の父親で有名なマジシャン。各地で興行を行うため、常に世界を飛び回り、息子もそのたびに転校をする要因となっている。
ジャミングマン
妨害電波を発動させる謎のネットナビ。
キャッシュ
キャッシュサーバーを管理するネットナビ。ある理由で人間のことを憎んでいる。
アニメ『ロックマンエグゼBEAST+』でも最終ボスになっている。

## サブタイトル
1. 第一話「よみがえる脅威」
2. 第二話「熱く燃えるハート！」
3. 第三話「ネットバトル大会開催！」
4. 第四話「切れない絆」
5. 第五話「ネットワークの幻影」
6. 第六話「電波障害で電波妨害!」
7. 第七話「遥か異空間を超えて!」
8. 第八話「オペレーション・モバイル」